# HK 1–10
Die Heeresfeldbahnlokomotiven HK 1–10 waren dreiachsige Heißdampf-Tenderlokomotiven von Henschel, die für die Heeresfeldbahn in 1000 mm Spurweite gebaut wurden.
Es ist nicht geklärt, ob die Lokomotiven auch bei der Heeresfeldbahn eingesetzt wurden oder im Herstellerwerk verblieben. Ihr nachgewiesenes Einsatzgebiet waren Privatbahnen wie die Euskirchener Kreisbahnen, die Köln-Bonner Eisenbahnen und die Ruhr-Lippe-Eisenbahnen, wo die Maschinen ab 1919 bis 1960 eingesetzt waren und dann ausgemustert sowie verschrottet wurden.

## Geschichte
Die Lokomotiven waren für die preußischen Heeresfeldbahnen entworfen und gebaut worden. Es ist nicht geklärt, ob sie 1917 nach Frankreich ausgeliefert wurden oder bis nach dem Weltkrieg im Herstellerwerk standen. Verfügungsberechtigt für die Fahrzeuge war der Eisenbahn-Ersatzpark in Berlin-Schöneberg.
Eingesetzt wurden sie nach dem Ersten Weltkrieg bei verschiedenen Bahnen der Westdeutsche Eisenbahn-Gesellschaft (WeEG). Die Maschinen gehörten zum Henschel-Typ bogal und waren wegen ihrer Leistungsfähigkeit und guten Kurvengängigkeit geschätzte Verkehrsmittel.

### Euskirchener Kreisbahnen
Bei den Euskirchener Kreisbahnen gelangten die Lokomotiven HK 1, HK 6 und HK 7 zum Einsatz, sie wurden als 18c bis 20c bezeichnet. Als die Kreisbahnen mit den EKB V 21–V 24 ab 1954 eine mögliche Ablösung beschaffte, wurden sie erst 1959/1960 ausgemustert.

### Köln-Bonner Eisenbahnen
Sechs Lokomotiven (HK 2–4; 8–10) erhielten die Köln-Bonner Eisenbahnen, wo sie auf der schmalspurigen Vorgebirgsbahn zum Einsatz kamen. Sie waren die ersten Fahrzeuge bei dieser Bahn, die keine Kastenlokomotiven waren. Von der Leistung her waren sie allen anderen eingesetzten Fahrzeugen überlegen. Sie erhielten die Bezeichnung KBE 22–25 und KBE 36–37. Einige Loks wurden bis zur Umspurung der Vorgebirgsbahn ausgemustert. 

### Ruhr-Lippe-Eisenbahnen
Nach der Umspurung der Vorgebirgsbahn gelangten zwei Lokomotiven (HK 3; HK 8) 1935 zu den Ruhr-Lippe-Eisenbahnen, wo sie die Bezeichnung RLE 8 und RLE 9 erhielten. Sie waren bis 1954 im Einsatz und wurden dann ausgemustert und verschrottet.
Der Verbleib der fehlenden Lokomotive HK 5 ist nicht geklärt.

## Technik
Die Heißdampf-Lokomotiven konnten trotz ihrer drei Achsen auf Strecken, die sonst von zweiachsigen Kastenlokomotiven befahren wurden, eingesetzt werden, denn die mittlere Achse besaß einen abgeschwächten Spurkranz.